# Фратен, Кристоф
Кристо́ф Фрате́н (фр. Christophe Fratin; 1 января 1801, Мец — 17 августа 1864 или 16 августа 1864, Ле-Ренси) — французский скульптор, анималист.

## Биография
Кристоф с детства увлекался рисованием и лепкой животных, как и его отец, который был таксидермистом. Отец, заметив у сына способности, отправил его обучаться в Париж, в мастерские скульпторов Жанна Баптиса Пиоша, и Теодора Жерико.
В 1831 году  на Парижском Художественном салоне, трое молодых французских скульпторов Антуан Луи Бари, Кристоф Фратен и Александр Жуйонне впервые представили небольшие фигурки животных. Фратен  выставил статуэтки своих знаменитых чистокровных английских жеребцов, которые снискали похвалу критиков и восторг зрителей. С этого момента термин "анимализм" вошёл в употребление по отношению к скульптуре.
Мировую известность Фратену принесла Всемирная выставка в Лондоне в 1851 году, где  скульптор представил статуэтки животных, выполненных в бронзе и терракоте.
Фратен известен как автор не только камерных, но и монументальных анималистических композиций. Его работы украшают  Ботанический сад в Меце, площадь Монруж в Париже, Центральный парк в Нью-Йорке.
Произведения Фратена представлены в крупнейших музеях Европы и Америки.
Скульптор умер в Париже и был похоронен на Кладбище Монмартр.

## Творчество
Оригинальная пластика с резкими контрастными мазками создают величественные образы животных: 
- «Стоящий бык», бронза, 1840;
- «"Rinbow - Победитель скачек Derby в 1840 годах" », бронза, 1840;
- «Олень» бронза,1848;
- «Носорог, повергающий тигра», 1836;